# Berniece Baker Miracle
Berniece Baker Miracle (30 de julio de 1919 - 25 de mayo de 2014) fue una mujer estadounidense, medio hermana de la famosa actriz Marilyn Monroe. Escribió unas memorias My Sister Marilyn, sobre la vida y carrera de Monroe.

## Infancia
Berniece Inez Gladys Baker nació en Venice, California en julio de 1919. Sus padres, Gladys Pearl Baker (1902-1984) y Jasper Newton "Jap" Baker (1886–1951), se habían casado en 1917 y tuvieron su primer hijo en 1918, Robert Kermit "Jackie". Tras el divorcio de Gladys, Jasper secuestró a los niños y los crio él en su Kentucky natal. Casada en segundas nupcias, Gladys dio a luz en 1926 a su tercer vástago, Norma Jeane Baker.
En 1933, el hermano mayor de Berniece falleció de insuficiencia renal. Dos años más tarde, comenzó a estudiar en el Pineville Institut y se casó con Paris Miracle (1918–1990) en 1938. Su hija única, Mona Rae Miracle, nació el 18 de julio de 1939.

## Vida posterior
Durante su embarazo, Miracle recibió una carta de su madre, informándola sobre Norma Jeane. Las dos medio hermanas se conocieron en 1944, después de intercambiar cartas y fotos. Años más tarde Norma Jeane alcanzaría la fama como Marilyn Monroe, pero Miracle continuó en contacto sobre todo por correspondencia con su medio hermana, que murió en 1962 y le dejó 10,000 dólares en su testamento. Junto con el exmarido de Monroe, Joe DiMaggio y su gerente Inez Melson, Miracle organizó su funeral, escogiendo su ataúd y vestido con que fue enterrada, uno verde y un ramo de rosas rojas entre las manos. En una entrevista conservada en ina.fr, declaró:

"No creo que se haya suicidado. Pudo haber sido un accidente, porque acababa de hablar con ella un rato antes. Me dijo lo que tenía planeado hacer, acababa de comprar una casa nueva y estaba trabajando en las cortinas de las ventanas. Tenía tantas cosas que esperar y estaba muy feliz.

 
Aparte de esto, evitó mayormente a los medios de comunicación. Durante su vida, Miracle trabajó como inspectora en una fábrica, contable y diseñadora de vestuario. Aunque se informó de su 100 cumpleaños en julio de 2019, posteriormente se supo que había muerto el 25 de mayo de 2014, a los 94 años. Miracle vivía retirada en Asheville con su hija y era una de las últimas personas que conoció a Monroe íntimamente.

## My Sister Marilyn
Miracle quedó viuda en 1990. My Sister Marilyn: A Memoir of Marilyn Monroe fue publicada el 1 de junio de 1994, el cumpleaños de Monroe y cincuenta años después de que las medio hermanas se conocieran por primera vez. Escrito por su hija Mona, Miracle es coautora de la historia de sus raros encuentros con Monroe, hasta su muerte. También se ocupa de los problemas mentales de su madre Gladys, y de la consecuente infancia problemática de las hermanas, careciendo ambas de una figura materna:

"Compartimos la misma madre, a quien al principio de nuestra vida le diagnosticaron una enfermedad mental. Crecimos sintiéndonos abandonadas y, aunque a las dos nos dijeron que éramos bonitas y talentosas, todavía necesitábamos coraje y fuerza. Lo obtuvimos una de la otra."

 
Las memorias incluyeron muchas fotografías exclusivas y es la única biografía autorizada de la familia de Monroe. Recibió críticas positivas de medios como Entertainment Weekly, que escribió, "[...] Este retrato de Marilyn es insustituible."